# Spel Gulle
Gullik Gulliksson, kallad Spel Gulle, född 30 juli 1818 i Sillre, 1 januari 1890, var en svensk spelman på fiol.
Tillsammans med Spel Erik från Viken och Spel Jöns från Stöde utgjorde Spel Gulle i Sillre ”de tre Spelen” – de mest berömda spelmännen i Medelpad under första hälften av 1800-talet. Spel Gulle jobbade även som dagsverkare och marknadshandlare. Han gifte sig år 1840 med Magdalena Svensdotter (f. 1816) i Sillre och fick två döttrar, Gertrud och Magdalena. De bodde till en början på olika platser men bosatte sig på ett torp i Sillre 1859 som torpare och grovarbetare.
Spel Gulle fick som främste efterföljare den kände och virtuose spelmannen och skomakaren Gullik Falk i Alby (1875-1928), vars mor var kusin med Spel Gulle.  Gulle hade ord om sig att stå i förbund med dolda makter såsom Hin håle, Näcken och Vittra, och själv underströk han detta. 
Gullik ”Spel Gulle” Gulliksson och Gullik Falk var inte släkt med den stora Gulliksläkten från Hällesjö. Gullik var ett ganska vanligt namn i västra Medelpad.